# العلاقات الكاميرونية الكندية
العلاقات الكاميرونية الكندية هي العلاقات الثنائية التي تجمع بين الكاميرون وكندا.

## مقارنة بين البلدين
هذه مقارنة عامة ومرجعية للدولتين:
| وجه المقارنة                                              | الكاميرون                      | كندا                     |
| --------------------------------------------------------- | ------------------------------ | ------------------------ |
| المساحة (كم2)                                             | 475.44 ألف                     | 9.98 مليون               |
| عدد السكان (نسمة)                                         | 24.05 مليون                    | 35.70 مليون              |
| الكثافة السكانية (ن./كم²)                                 | 50.58                          | 3.58                     |
| العاصمة                                                   | ياوندي                         | أوتاوا                   |
| اللغة الرسمية                                             | لغة فرنسية، لغة إنجليزية       | لغة إنجليزية، لغة فرنسية |
| العملة                                                    | فرنك وسط أفريقي                | دولار كندي               |
| الناتج المحلي الإجمالي (بليون دولار)                      | 34.80 مليار                    | 1.65 تريليون             |
| الناتج المحلي الإجمالي (تعادل القوة الشرائية) بليون دولار | 72.72 مليار                    | 1.59 تريليون             |
| الناتج المحلي الإجمالي الاسمي للفرد دولار أمريكي          | 1.22 ألف                       | 43.25 ألف                |
| الناتج المحلي الإجمالي للفرد دولار أمريكي                 | 2.97 ألف                       | 45.07 ألف                |
| مؤشر التنمية البشرية                                      | 0.512                          | 0.913                    |
| رمز المكالمات الدولي                                      | +237                           | +1                       |
| رمز الإنترنت                                              | .cm                            | .ca                      |
| المنطقة الزمنية                                           | توقيت غرب أفريقيا، ت ع م+01:00 |                          |

## منظمات دولية مشتركة
يشترك البلدان في عضوية مجموعة من المنظمات الدولية، منها:
| علم المنظمة | اسم المنظمة                               | تاريخ انضمام الكاميرون | تاريخ انضمام كندا |
| ----------- | ----------------------------------------- | ---------------------- | ----------------- |
|             | البنك الإفريقي للتنمية                    | ?                      | ?                 |
|             | المنظمة الهيدروغرافية الدولية             | ?                      | ?                 |
|             | منظمة الشرطة الجنائية الدولية             | ?                      | ?                 |
|             | الاتحاد البريدي العالمي                   | ?                      | ?                 |
|             | منظمة التجارة العالمية                    | ?                      | ?                 |
|             | الفريق المعني برصد الأرض                  | ?                      | ?                 |
|             | مؤسسة التنمية الدولية                     | 10 أبريل 1964          | 24 سبتمبر 1960    |
|             | مؤسسة التمويل الدولية                     | 1 أكتوبر 1974          | 20 يوليو 1956     |
|             | منظمة حظر الأسلحة الكيميائية              | ?                      | ?                 |
|             | الأمم المتحدة                             | 20 سبتمبر 1960         | 9 نوفمبر 1945     |
|             | الاتحاد الدولي للاتصالات                  | 22 ديسمبر 1960         | 1 يوليو 1908      |
|             | البنك الدولي للإنشاء والتعمير             | 10 يوليو 1963          | 27 ديسمبر 1945    |
|             | المركز الدولي لتسوية المنازعات الاستشارية | 2 فبراير 1967          | 1 ديسمبر 2013     |
|             | وكالة ضمان الاستثمار متعدد الأطراف        | 7 أكتوبر 1988          | 12 أبريل 1988     |
|             | يونسكو                                    | 11 نوفمبر 1960         | 4 نوفمبر 1946     |
|             | دول الكومنولث                             | ?                      | ?                 |

## أعلام
هذه قائمة لبعض الشخصيات التي تربطها علاقات بالبلدين:
- علي غيربا (لاعب كرة قدم كاميروني، 4 سبتمبر 1981[20] – )
- فرانسواز أبندا (لاعبة كرة مضرب كندية، 5 فبراير 1997 – )

## وصلات خارجية
- موقع وزارة الخارجية الكاميرونية
- موقع وزارة الخارجية الكندية